# Alois Wiesner starší
Alois Wiesner starší (12. dubna 1852 Kácov – 5. prosince 1924 Praha) byl český vydavatel, knihtiskař, papírník a organizátor.

## Základní životopisné údaje
Alois Wiesner pocházel z rodu, který v Kácově zakoupil a provozoval papírnu v objektu proti kácovskému zámku (dnes vodní elektrárna). Rod proslul houževnatými spory s vrchností. V r. 1845 byla papírna vydražena novým nájemcem a dosavadní nájemce Emanuel Wiesner se odstěhoval z papírny do čp. 55 v Kácově, kde se mu narodily děti Emanuel (zemřel krátce po narození), Alois (12. dubna 1852) a Antonín. V rodném listě A. Wiesnera byl bývalý papírník Emanuel Wiesner uveden již jen jako obyvatel Kácova. Rodina Wiesnerů poté přesídlila do haličského města Horodok u Lvova, který byl tehdy součástí habsburské monarchie (dnes Ukrajina).
Alois Wiesner vystudoval reálku ve Lvově, vyučil se papírníkem a poté zaměřil svou pozornost na podnikání v tiskárenství. Do vedení firmy se postupně zapojili synové Gabriel a Alois Wiesner mladší. Činnost této tiskárny v Praze byla ukončena  z hospodářských důvodů během druhé světové války.
L. K. Žižka ve svých knihkupeckých vzpomínkách (1871–1884) označuje A. Wiesnera za  papírníka, knihtiskaře a nakladatele. Uvádí, že byl drobný brunet, poněkud osmahlého obličeje, s plnovousem, váhavějších pohybů.
Pohřeb A. Wiesnera byl vypraven z kostela sv. Rocha v Praze na Žižkově do rodinného hrobu na Olšanských hřbitovech. (Část 005, oddělení 21, číslo hrobu 267-0268),

## Papírnická tradice
Nejstarší předek rodu – Alexandr Wiesner – koupil papírnu v Kácově už v r. 1747. Za Emanuela Wiesnera papírna hospodářsky upadala. Příčinou byl jednak německý celní spolek, který znemožnil vývoz papíru, jednak rozšíření strojní výroby, čímž klesly ceny ručního papíru až na pětinu, a nedostatek potřebných investic na straně provozovatele. Alois Wiesner ovládl papírnické řemeslo v Jindřichově na Moravě, kde již ve 24 letech byl jmenován správcem akciové továrny, pracoval v Deutschlandsbergu ve Štýrsku (Rakousko) a poté působil jako zástupce jindřichovské papírny v Praze, kde se osamostatnil. Ke konci života uskutečnil svoji dávnou touhu: vymanit výrobu papíru z cizích rukou. Převzal továrnu na papír v Nejdku, z níž vytvořil akciovou společnost Nýdecké papírny. Společnost zaměstnávala v období první republiky 300 dělníků.

## Knihtiskař a nakladatel
A. Wiesner získal knihtiskařskou koncesi v roce 1882, zakoupil knihtiskárnu a zahájil provoz v Praze na Novém Městě v Bolzanově ulici, nejprve se společníkem, později samostatně. V r. 1896 přemístill svůj podnik do Soukenické ulice č. 9 do komplexu budov propojených s Klimentskou ulicí. Okolo roku 1900 byl Wiesner oceněn titulem „knihtiskař České akademie císaře Františka Josefa pro vědy, slovesnost a umění“. Své tiskárenské podniky rozšířil v roce 1884 o nakladatelství. Jako nakladatel vydával A. Wiesner časopis Ruch, Radikální listy, Učitelské Noviny, Český svět a další.
Podrobný popis nakladatelské činnosti je detailně popsán ve Slovníku českých nakladatelství 1849–1949. Na internetu lze nalézt další soupisy knih, které Alois Wiesner vydal anebo tiskl. K těmto soupisům je třeba přistupovat kriticky.

## Organizátor společenského života
V letech 1886–1889 provozoval A. Wiesner stálou Galerii Ruch, kde vystavovali umělci jako J. V. Myslbek, Václav Brožík nebo Jakub Schikaneder. Vydatným pomocníkem mu zde byl správce jeho tiskárny a redaktor Ruchu F. Brožík, bratr malíře Václava Brožíka. Alois Wiesner patřil mezi zastánce pravosti Královédvorského a Zelenohorského rukopisu. Byl spoluzakladatelem Společnosti Národního divadla, která řídila divadlo v letech 1900–1919, a byl i jejím předsedou. Byl členem obchodního spolku Merkur, všech pražských výstav, atd. Pěstoval přátelské styky se slovenskými vlastenci.

## Literární postava
Spojení funkce tiskařského podnikatele, nakladatele a galeristy vedlo spisovatele Ignáta Hermanna k sepsání humoristického příběhu Týden mecenášem o Aloisu Wiesnerovi. V povídce se A. Wiesner dohodne s mladým literátem na sepsání několika fejetonů. Zálohovou mzdu na základě domluvy nahrazuje obraz z galerie, který si mladý literát odnese domů.  A. Wiesner zveřejní vzápětí zprávu o úspěšném prodeji galerijního exponátu mladému literátu, zmíní v tisku i jeho jméno. Na základě dojmu, že literát oplývá penězi, pak na něj uspořádají hon další malíři a věřitelé. Zvýšení činže požaduje i domácí. Nešťastný literát vrací po týdnu obraz zpět do galerie. V příběhu autor použil přímo jméno Aloise Wiesnera.

## Hodnocení
Když Alois Wiesner zemřel, tisk oznámil tuto skutečnost takto: „V pátek zemřel v Praze známý nakladatel Alois Wiesner, jehož nákladem vyšlo mnoho časopisů a významných děl. Wiesner byl typ českého selfmademana, který vlastní energií a pílí vyšinul se mezi přední české průmyslníky. Pracoval vždy ve  prospěch českého  národa.“